# Слоневська Аріадна Іванівна

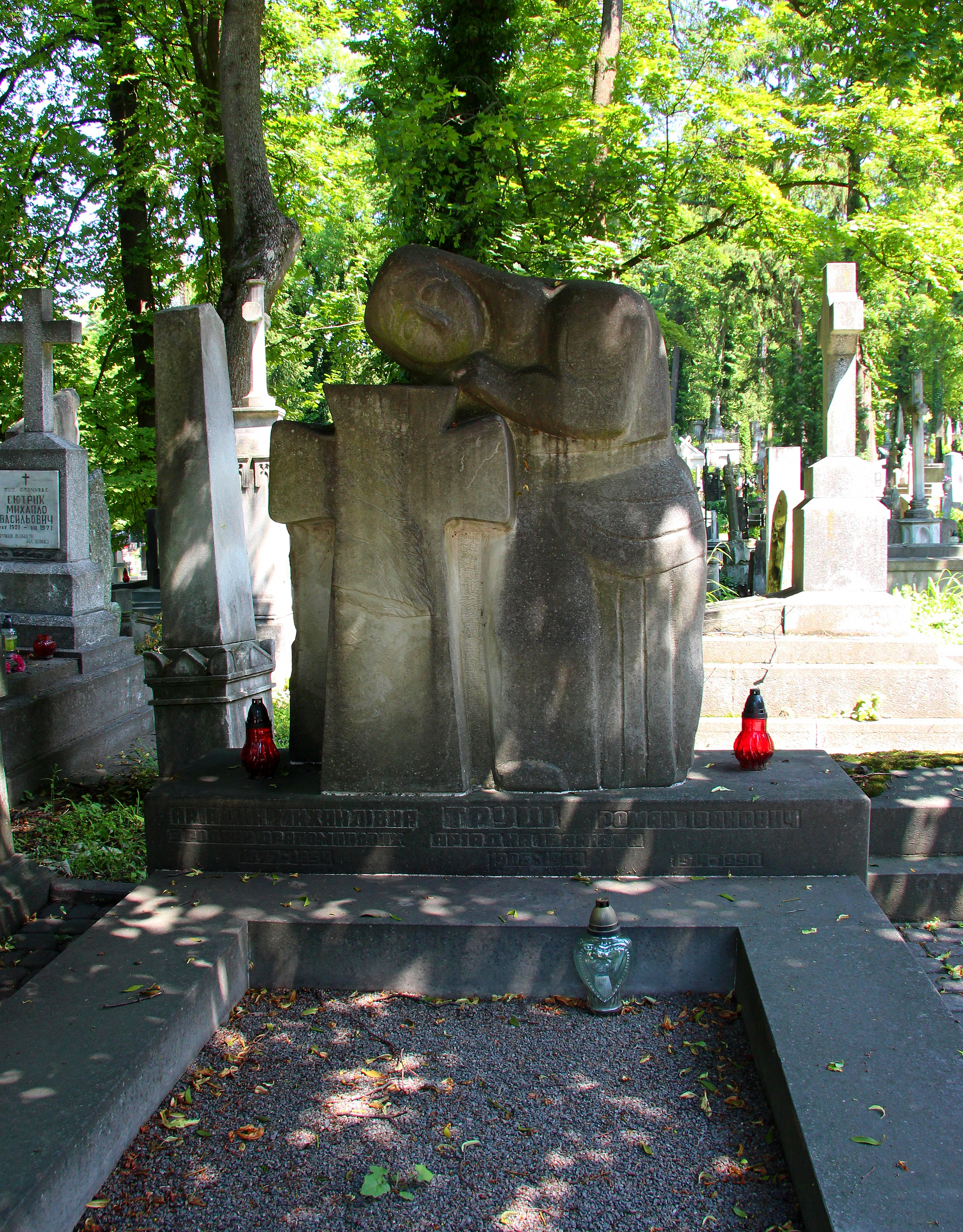
Могила родини Трушів на 4 полі Личаківського цвинтаря у Львові

Аріадна Іванівна Слоневська (до шлюбу — Труш; 21 січня 1906, Львів — 1984, Львів) — українська музейниця, мистецтвознавиця, шляхтянка та пластунка. Доглядачка та екскурсоводка музею Івана Труша у Львові.
Дочка художника Івана Труша, онука науковця Михайла Драгоманова, двоюрідна племінниця письменниці Лесі Українки.

## Життєпис
Народилася 21 січня 1906 року у Львові, в родині українського художника Івана Труша та Аріадни Труш з дому Драгоманових. Після закінчення початкової школи вступила до гімназії сестер Василіянок у Львові, де стала пластункою куреня ч. 2 ім. Марти Борецької, гурток «Конюшина».
Працювала як вільна мисткиня, пробувала сили у мистецтвознавстві. З 1941 року після смерти батька опікувалася його великою художньою спадщиною, що була зосереджена у будинку-майстерні художника. Впорядкувала архів, працювала над створенням експозицій музею (перша 1954 року, а друга — 1964 року). Зусиллями Аріадни Труш та Спілки художників 1951 року відкрито Майстерню-музей Івана Труша у Львові, що 1963 року перейшов під опіку Музею українського мистецтва у Львові. Коштом музею відремонтовано будинок і введено штатну одиницю охоронця фондів. Цю скромну посаду посіла Аріадна Труш-Слоневська (була одружена з художником В. Слоневським).
Аріадна Труш одночасно виконувала безоплатно обов'язки завідувачки майстерні-музею, завгоспа, екскурсоводки і навіть прибиральниці. У січні 1973 року їй запропонували безоплатно передати приміщення Музею українського мистецтва, одночасно обіцяючи надати штатні одиниці та кошти на ремонт будинку й облаштування майстерні-музею. Аріадна Труш була законною спадкоємицею всіх мистецьких творів батька та нерухомости. Будинок і всі художні цінності передала Музею, але обіцяне, на жаль, було виконано лише через 5 років після її смерти. Аріадна жила зі страхом у серці, що її можуть волею якогось чиновника позбавити права проживати у родинному домі. 1989 року було відкрито Меморіальний музей Івана Труша.
Авторка статей про життя та творчість Івана Труша, які публікувала у періодичних виданнях.
Померла 1984 року, похована в одній могилі з матір'ю Аріадною (з Драгоманових) Труш на полі № 4 Личаківського цвинтаря у Львові.

## Родина
- Батьки:
  - тато — Іван Труш (17 січня 1869 — 22 березня 1941) — український маляр;
  - мати — Аріадна (Рада) Драгоманова (27 (15) березня 1877—1954) — донька Михайла Драгоманова.

Брат — Мирон Іванович Труш (15 березня 1908 — 1978) — галицький спортсмен (стрільба з лука), чемпіон світу у складі збірної Польщі, репресований СРСР (10 років), виїхав до Польщі, де помер 1978 року.
- Брат — Роман Іванович Труш (23 серпня 1914 — 21 серпня 1998) — український спортсмен, тренер, заслужений тренер України[3].